# Dwight Gayle
Dwight Devon Boyd Gayle (* 17. října 1989 Walthamstow) je anglický profesionální fotbalový hráč, hrající na pozici útočníka.

## Stansted
V roce 2009 se Gayle, poté co byl odmítnut v mládežnické akademii Arsenalu, připojil k Stanstedu FC.

## Dagenham and Redbridge
Před začátkem sezóny 2011/12 se Gayle připojil k tomuto klubu z EFL League Two. Sezónu ovšem strávil na hostování. Svůj debut v klubu si odbyl 18. 8. 2012 proti klubu Cheltenham Town. Poté odešel na další hostování do Peterborough United FC, kam se také v polovině sezóny odstěhoval natrvalo.

## Peterborough United FC
První zápas (ještě na hostování) za Peterborough odehrál 24. listopadu v 53. minutě. Svůj první gól za Blackpoolu Peterboroughdal dne 1. 12. 2012 proti Blackpool FC. Tenhle gól ovšem jeho tým nezachránil od porážky 1:4.

## Crystal Palace FC
3. července 2013 Gayle podepsal čtyřletý kontrakt s čerstvým nováčkem Premier League Crystal Palace FC. Jeho dres měl číslo 16. Svůj debut za Palace (a v Premier League zároveň) odehrál 18.8.2013 proti Spurs, když nastoupil v základní sestavě a odehrál celý zápas. Palace zápas prohrál 0:1. První gól za Palace dal z penalty proti Sunderlandu. Dne 5. 5. 2014 skóroval dva góly proti Liverpoolu (na 3:2 a 3:3) při comebacku a definitivně tím zničil šance Liverpoolu na titul. Sezónu ukončil jako nejlepší střelec týmu. 26. 8. 2014 Gayle dal svůj první hat-trick za Palace proti Wallsallu v druhém kole Fotball League Cupu. Gayle opět skončil jako nejlepší střelec týmu nejen v lize, ale i ve všech ostatních soutěžích. 7. 5. 2016 dal Gayle dva góly proti Stoke City, aby skóre 2:1 udrželo Palace v Premier League i v následující sezóně. Gayle opět skončil jako nejlepší střelec ve všech soutěžích za Palace.

## Newcastle United
1. 7. 2016 se Gayle připojil k čerstvě sestoupenému klubu z Premier League Newcastlu United. Gayle za krátkou dobu působení v tomto klubu již dal 20 branek a má vysokou pravděpodobnost být nejlepším střelcem Championshipu.